# Michael Amott
Michael Amott es un guitarrista sueco de death metal melódico. Su padre es de nacionalidad inglesa, y es el autor y fundador de bandas como: Arch Enemy, Spiritual Beggars, y Carnage. También fue miembro de la banda de grindcore Carcass hasta el 2013.  
El estilo de Michael incluye un ancho vibrato, líneas melódicas, riffs agresivos y la incorporación de dobles guitarras armonizadas. 
Amott fue clasificado como uno de los 100 mejores guitarristas de heavy metal de todos los tiempos por Guitar World.

## Biografía
Michael Amott nació el 28 de julio de 1970 en Londres, Inglaterra, y creció en Halmstad, Suecia y comenzó a tocar guitarra desde su adolescencia, con las influencias de Frank Marino, Dave Mustaine y Michael Schenker de Scorpions. 

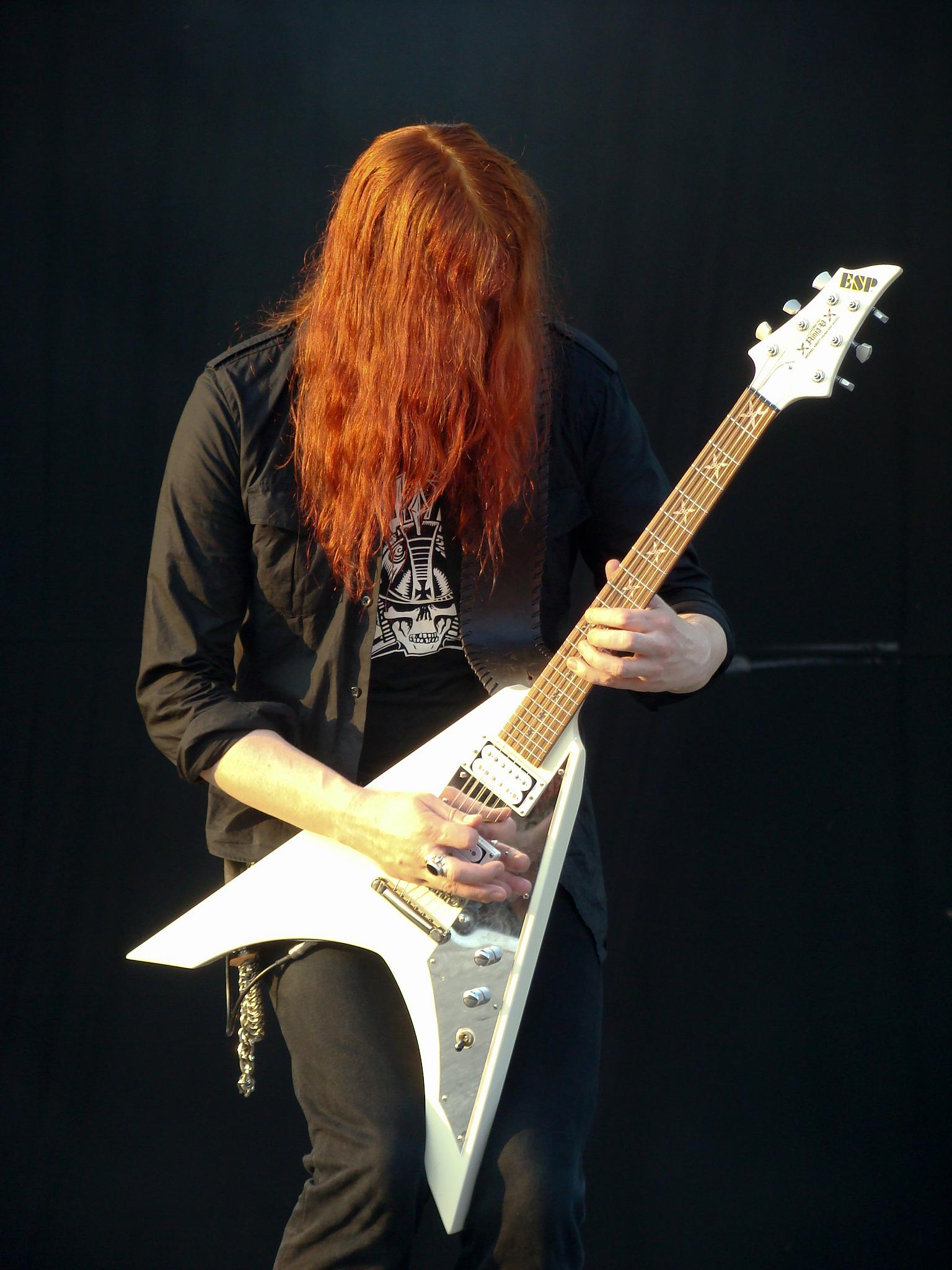
Michael Amott en Bolonia, Italia (2008)

Fundó la banda de death metal Carnage en 1988 con Johan Liiva como cantante y lanzó dos demos bastante conocidos, ganando el interés público. Con los numerosos cambios, Carnage logró grabar su único álbum Dark Recollections con Michael, el único integrante original, pero cuando el álbum fue lanzado en Necrosis records en 1990, la banda se separó.
Enseguida fue reclutado por Carcass en 1990, y lanzó el álbum Necroticism - Descanting the Insalubrious en 1991. Un momento crucial en la historia de la banda de grindcore, el álbum fue considerado por muchos como una obra maestra de death metal, mencionando el estilo violento de Michael Amott. La banda luego sacó su álbum mejor vendido Heartwork en 1994, ayudando a definir lo que se conoce como Melodic death metal, por el trabajo de Amott y sus dobles guitarras armonizadas de él y Bill Steer.
Michael dejó Carcass en 1993 por diferencias creativas y decidió formar una banda de stoner rock, Spiritual Beggars. La banda lanzó su debut Spiritual Beggars en 1994, lo cual los llevó a un tratado europeo de grabación Music for Nations, que lanzó Another Way to Shine en 1996.
Todavía en el metal extremo, Michael aceptó una oferta en 1996 de un nuevo estudio de grabación japonés, W.A.R. Records, para grabar en un proyecto de melodic death metal igual al de Carcass, de quien Heartwork era considerado una obra maestra de melodic death metal. Michael contactó a Johan Liiva el cantante original de Carnage y a su hermano menor Christopher Amott, que estaba atendiendo a la academia de música y fundó Arch Enemy. Incluyendo al baterista Daniel Erlandsson, su primer álbum, Black Earth era intencionado con ser un solo proyecto, pero el primer sencillo ("Bury Me An Angel") fue cordialmente recibido en MTV Japón y en 1997 Arch Enemy firmó con otra firma japonesa, Toy's Factory, así fueron invitados a una gira en Japón. Michael decidió formar la banda completa, reclutando a Peter Wildoer (Darkane) y al bajista Martin Bengtsson.

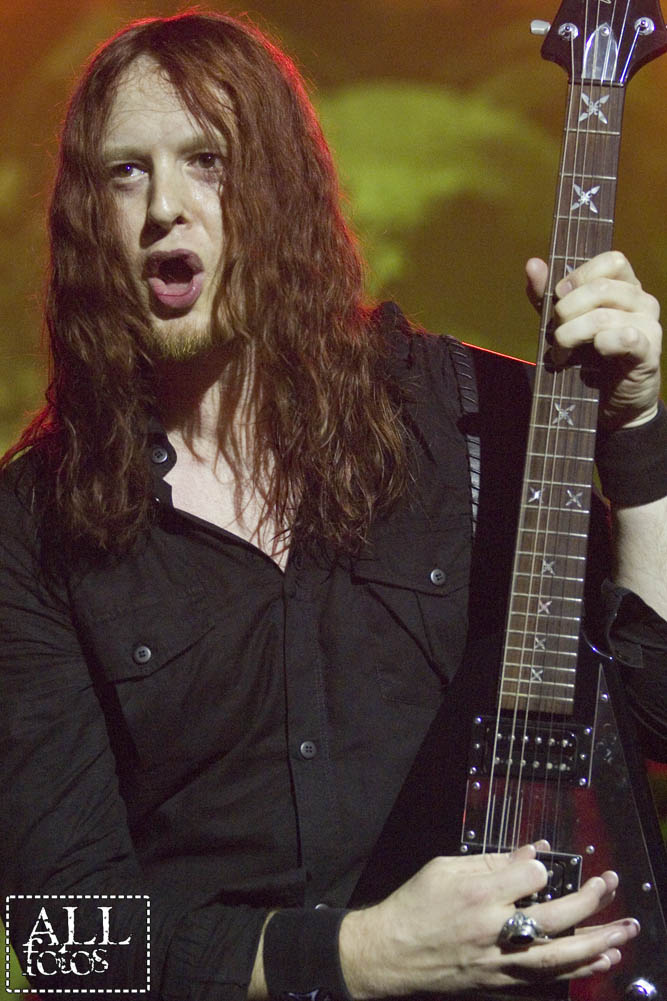
Michael Amott en su gira de 2006 Doomsday Machine

Después de la gira en Japón, Michael regreso a Spiritual Beggars y lanzó Mantra III en 1998, ahora con Per Wiberg en teclados. En abril del mismo año, Arch Enemy regresó con Stigmata, su primer álbum fuera de Japón, ahora en Century Media. El álbum fue un éxito crítico, y Arch Enemy fue de gira todo el año. Más tarde, en 1998, contribuyó con solos en el álbum de Candlemass Dactylis Glomerata.
Arch Enemy regresó en 1999 con Burning Bridges y Burning Japan Live 1999, el último álbum de Johan Liiva con la banda. Michael lanzó Ad Astra con Spiritual Beggars en 2000, luego retornó a Arch Enemy y reclutó a la vocalista alemana Angela Gossow (con la que por entonces salió). Arch Enemy lanzó Wages of Sin en 2001, y fue bien impulsado por la nueva cara, la banda hizo un éxito a nivel mundial. Arch Enemy fue de gira con Wages of Sin. Michael no regresó a Spiritual Beggars hasta 2002, año en el que lanzó On Fire, otra vez en Music for Nations.
En 2003, Arch Enemy lanzó Anthems of Rebellion, con Century Media, y por primera vez, Arch Enemy tuvo el vídeo de "We Will Rise" en MTV Estados Unidos. La banda se hizo popular mundialmente, y estuvo de gira hasta el 2005. Durante el álbum Doomsday Machine, Christopher Amott dejó la banda para seguir con su educación. Michael volvió a Spiritual Beggars en 2005 y lanzó el álbum Demons. También ayudó a Kreator en su álbum del 2005 "Enemy Of God" en la canción "Murder Fantasies". 

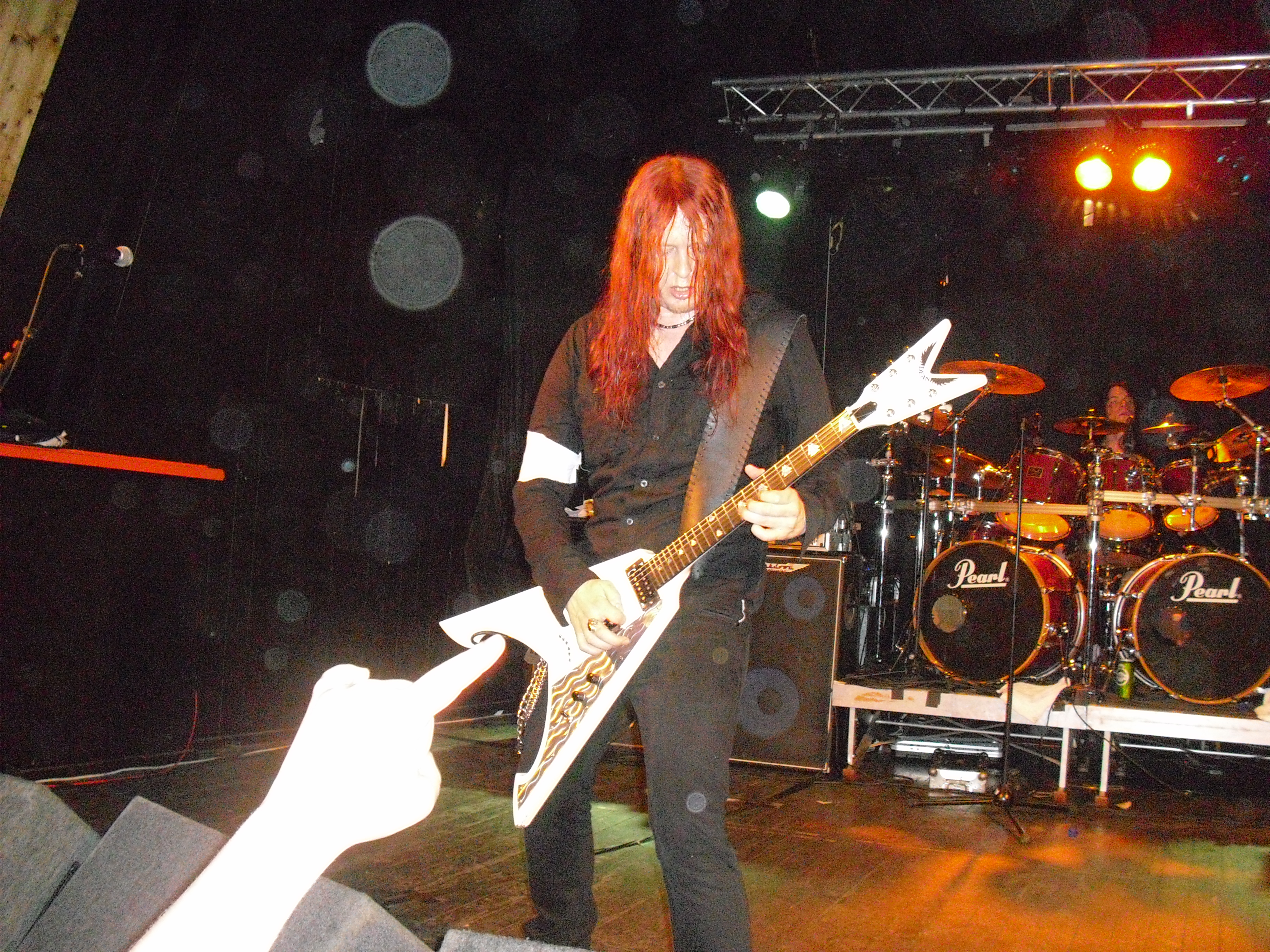
Michael Amott tocando en vivo con Arch Enemy en el "The Untouchables Hard Rock Club" en abril de 2010 en Jevnaker.

En el 2007, luego de finalizar la gira latinoamericana, grabó junto a Arch Enemy un nuevo disco, "Rise Of The Tyrant". En ese tiempo los rumores sobre la posible reunión de Carcass fueron cada vez más fuertes, hasta que él mismo los confirmó, anunciando una gira en el 2008.
En 2014 lanzaron el álbum War Eternal, donde debutaron Alissa White-Gluz como vocalista y Nick Cordle como guitarrista.
Michael escribió las letras de "Tempore Nihil Sanat (Preludio F menor)", "Never Forgive, Never Forget", "War Eternal", que fue la primera canción en relevarse mediante un vídeo oficial, "You Will Know My Name" de la cual se hizo un vídeo oficial, "Stolen Life" y "Down To Nothing". Compuso la música de todas las canciones, a veces con ayuda de Nick Cordle y Daniel Erlandsson.
El 17 de noviembre de 2014 se anunció la retirada de Nick Cordle, siendo reclutado rápidamente Jeff Loomis como nuevo guitarrista. El 5 de mayo de 2015 lanzaron una nueva versión de "Stolen Life" con unos solos añadidos por parte de Loomis.

## Influencias
Las mayores influencias en su música han sido Tony Iommi, Michael Schenker, Uli Jon Roth, Frank Marino y Dave Mustaine.
El estilo de Amott incluye un ancho vibrato, líneas melódicas, riffs agresivos y un gusto por las dobles guitarras armonizadas.
Utiliza la afinación en Do natural, es decir 2 tonos completos por debajo de la afinación estándar.
Usa la escala menor armónica y la escala armónica natural entre otras combinaciones.

## Equipo
Michael estuvo patrocinado por Krank Amplification y ESP Guitars. Tenía su propia guitarra. Sus guitarras eran hechas en la ESP Custom Shop en Tokyo, Japón. 
En 2006, la guitarra de Michael (ESP-Ninja) se hizo miembro de la ESP-USA Signature Series Family, con un modelo LTD, haciendo que la Ninja-600 estuviera disponible para la compra.
En junio de 2008 dejó de ser endorser de ESP, pero a finales de año anunció su unión con la compañía de guitarras Dean, que también patrocina a guitarristas de renombre mundial como Dave Mustaine, Michael Angelo Batio y Michael Schenker, entre otros. Un anuncio posterior en la página de Dean Guitars en octubre de 2008 confirmó su nuevo patrocinio con esta compañía.

Contacté con Dean Guitars ya que estaba buscando la compañía de guitarras correcta y sabía que si gente como Michael Schenker, Dave Mustaine, Dimebag y Leslie West habían hecho de Dean su casa, yo necesitaba comprobarlo. Me enseñaron dos signatures e inmediatamente me enamoré de ellas. Estoy seguro que mi nueva guitarra signature abarcará todas las exigencias y también las necesidades de mis fans alrededor del mundo.

El nuevo modelo signature de Amott se reveló en el NAMM del 2009, cuando presentó su Tyrant Bloodstorm como signature de Carcass y Arch Enemy.

### Pastillas
Michael usó con su guitarra Seymour Duncan, la combinación de pastillas: JB(Sh-4) en el puente y 59 Jazz(Sh-1) en el mástil.
Desde 2010 y hasta el 2016 utiliza pastillas Dean Artist Signature. En concreto, una USA DMT Amott Tyrant Brigde BK/BK en el puente (con una resistencia DC de 16,2 kohms con un imán de Alnico 5) y una USA DMT Time Capsule en el mástil.

### Guitarras
- Charvel 1986 Model 6 (en 1988-1990)
- Ibanez RG 550 Road Flare Red (en 1990-1992 en Carcass)[7]
- Gibson Les Paul 1957 Goldtop Reissue (en el vídeo "Bury Me An Angel" de 1996)
- Fernandes "Burny" Les Paul Custom (negra, en 1996-1999)
- Fernandes "Burny" Les Paul Custom (blanca, en 1996-1999 en el vídeo de "The Immortal")

#### Modelos ESP Guitars (descontinuados)
- ESP AV-310MA Flying V model (Modelo descontinuado, sólo producido en Japón)[8]
- ESP Ninja Michael Amott signature AV-395 Ninja
- ESP Ninja-V Signature Series (Modelo negro y blanco)[9]
- ESP Ninja-II FR Signature Series (Roja)[9]
- ESP Ninja-II NT Signature Series[9]
- LTD Ninja-600[9]

#### Modelos Dean Guitars
- Dean USA Michael Schenker Signature Flame (serie limitada) (en el tour de Carcass 2008 "Exhumed To Consume")
- Classic Dean Michael Amott Signature Model (2009)
- Dean Michael Amott Signature Tyrant Bloodstorm (2009)[10]
- Dean Michael Amott Signature Tyrant X Classic Black
- Dean Michael Amott Tyrant FM - Trans Black
- USA Michael Amott Tyrant Splatter[11]
- Dean USA Michael Amott Signature Tyrant X Splatter[12]
- Dean Michael Amott Tyrant Battle Axe (2016)[13]

### Efectos
- Ibanez Tube Screamer TS808 (Pedal Overdrive)[14]
- Digitech GSP1101 - Procesador Rack Multi-Efectos[14]
- Ibanez AD-9 (Delay Análogo)[14]
- Vox V847 (Pedal Wah)
- Dunlop 19" Rack Montado custom Wah DCR-2SR (con 2 controladores en su set en vivo)[14]
- Digitech – Digidelay (Digital Delay)
- BOSS "TU-2" Chromatic Tuner[14]
- MXR – Phase 90[14]
- Rocktron "Hush Super C – The Pedal" (Noise gate)
- Zoom G1M - "Multi-Effects Pedal"
- Zoom G9.2tt (en la demo de "Ryse Of The Tyrant" 2006-2007)
- Homebrew Electronics 'Michael Amott' Signature Wah

### Amplificadores
- Peavey 5150 Amps
- Krank Revolution One Series Amps[14]
- Krank Krankestein Series Amps
- Randall V2-Ninja (Inspirado en el V2)
- Randall rm100m
- Randall MTS Series RM100 with Ultra XL modules (Rise of the Tyrant)
- Marshall JCM2000 (Khaos Legions tour)[cita requerida]
- Marshall JCM800 2205 50w[15]
- Marshall JVM 410H (Cabezal)

### Cuerdas
- D'Addario Strings (11-59 Custom Set)[14]
- Rotosound MAS 11 (11-59 Michael Artist Signature)

### Plumillas
- Dunlop Tortex Picks (Plumilla Azul 1mm)

## Bandas
- Carnage (guitarrista, 1989-1991) (miembro fundador)
- Carcass (guitarrista, 1990-1993 / 2008-2012)
- Spiritual Beggars (guitarrista, 1994-) (miembro fundador)
- Arch Enemy (guitarrista principal, 1996-) (miembro fundador)
- Candlemass (guitarrista, 1998) (trabajo de estudio)

## Discografía

### Carnage
- Dark Recollections (1990)

### Carcass
- Necroticism - Descanting the Insalubrious (1991)
- Tools of the Trade (1992, EP)
- Heartwork (1993)

### Arch Enemy
- Black Earth (1996)
- Stigmata (1998)
- Burning Bridges (1999)
- Burning Japan Live 1999 (1999, Live)
- Wages of Sin (2001)
- Anthems of Rebellion (2003)
- Dead Eyes See No Future (2004, EP)
- Doomsday Machine (2005)
- Rise Of The Tyrant (2007)
- Tyrants Of The Rising Sun (2008), (Live)
- The Root Of All Evil (2009)
- Khaos Legions (2011)
- War Eternal (2014)
- Will To Power (2017)
- Deceivers (2022)
- Blood Dynasty (2025)

### Spiritual Beggars
- Spiritual Beggars (1994)
- Another Way To Shine (1996)
- Mantra III (1998)
- Ad Astra (2000)
- On Fire (2002)
- Demons (2005)
- Return to Zero (2010)
- Earth Blues (2013)
- Sunrise to Sundown (2016)

### Otros
- Candlemass - Dactylis Glomerata (1998) (guitarra líder)
- Kreator - Enemy of God (2005) (invitado)
- Annihilator - Metal (2007) (invitado)

## Vida privada
Michael es vegetariano desde los 14 años. Es guitarrista autodidacta. Se casó con la ex-cantante de la banda, Angela Gossow, en 2003, pero los dos ahora están separados. Tiene una hija de una relación anterior al matrimonio.